# Jáverk Völlurinn
Jáverk Völlurinn – stadion piłkarski w Selfoss, w Islandii. Obiekt może pomieścić 3000 widzów. Swoje spotkania rozgrywają na nim piłkarze klubu UMF Selfoss.
Stadion jest częścią kompleksu sportowego, obok niego znajduje się jeszcze m.in. boisko ze sztuczną nawierzchnią i stadion lekkoatletyczny. W 2014 roku sprzedano prawa do nazwy stadionu firmie budowlanej Jáverk, w związku z czym przemianowano go na „Jáverk Völlurinn” (wcześniej znany był jako „Selfossvöllur”). Na obiekcie odbywały się m.in. mecze najwyższego poziomu ligowego z udziałem piłkarzy UMF Selfoss, czy też spotkania kobiecych reprezentacji młodzieżowych.